# 迪雷內施

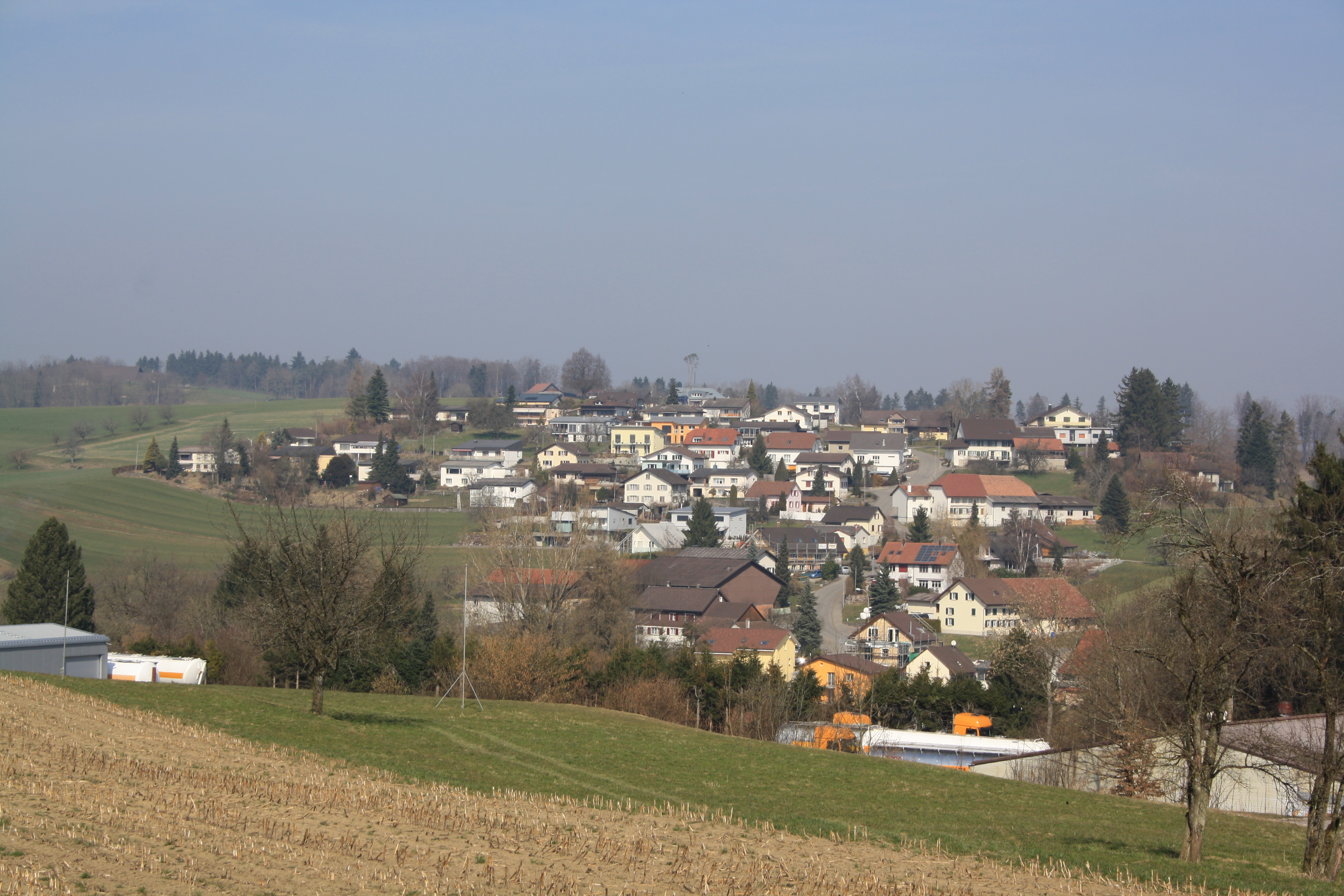

迪雷內施是瑞士的城鎮，位於該國北部，由阿爾高州負責管轄，面積5.91平方公里，海拔高度562米，2012年人口1,169，六成半人口信奉基督教，人口密度每平方公里198人。